# Джефферсон (округ, Айдахо)
Шаблон:StateAbbr_ 43°49′ пн. ш. 112°19′ зх. д. / 43.82° пн. ш. 112.31° зх. д.
Округ Джефферсон (англ. Jefferson County) — округ (графство) у штаті Айдахо, США. Ідентифікатор округу 16051.

## Історія
Округ утворений 1913 року.

## Демографія
За даними перепису
2000 року
загальне населення округу становило 19155 осіб, зокрема міського населення було 3574, а сільського — 15581.
Серед мешканців округу чоловіків було 9683, а жінок — 9472. В окрузі було 5901 домогосподарство, 4880 родин, які мешкали в 6287 будинках.
Середній розмір родини становив 3,62.
Віковий розподіл населення поданий у таблиці:
| Стать    | До 15 років | 15-21 | 22-29 | 30-39 | 40-49 | 50-65 | 65-85 | Понад 85 |
| -------- | ----------- | ----- | ----- | ----- | ----- | ----- | ----- | -------- |
| Чоловіки | 2894        | 1313  | 862   | 1195  | 1364  | 1253  | 736   | 66       |
| Жінки    | 2768        | 1138  | 844   | 1218  | 1320  | 1211  | 868   | 105      |

## Суміжні округи
- Кларк — північ
- Фремонт — північний схід
- Медісон — схід
- Бонневілл — південь
- Бінггем — південний захід
- Б'ютт — захід

## Виноски
1. ↑  (unspecified title) — Москва: ВИНИТИ РАН, 1964. — С. 40. — 235 с.
2. ↑  U.S. Decennial Census. United States Census Bureau. Архів оригіналу за 26 квітня 2015. Процитовано 30 червня 2014.
3. ↑  Historical Census Browser. University of Virginia Library. Архів оригіналу за 11 серпня 2012. Процитовано 30 червня 2014.
4. ↑  Population of Counties by Decennial Census: 1900 to 1990. United States Census Bureau. Архів оригіналу за 30 жовтня 2014. Процитовано 30 червня 2014.
5. ↑  Census 2000 PHC-T-4. Ranking Tables for Counties: 1990 and 2000 (PDF). United States Census Bureau. Архів оригіналу (PDF) за 18 грудня 2014. Процитовано 30 червня 2014.
6. ↑  State & County QuickFacts. United States Census Bureau. Архів оригіналу за 17 липня 2011. Процитовано 30 червня 2014.(англ.) Наведено за англійською вікіпедією.
7. ↑  American FactFinder. Бюро перепису населення США. Архів оригіналу за 21 травня 2008. Процитовано 31 січня 2008.

| США | Це незавершена стаття з географії США. Ви можете допомогти проєкту, виправивши або дописавши її. |